# Алловиль
Аллови́ль (фр. Halloville) — коммуна во французском департаменте Мёрт и Мозель региона Лотарингия. Относится к  кантону Бламон.	

## География
Алловиль расположен в 55 км к востоку от Нанси. Соседние коммуны: Барба и Бламон на севере,  Арбуе на северо-востоке, Нониньи на востоке, Монтрё на юге, Ансервиллер на юго-западе, Домевр-сюр-Везуз на западе.

## Демография
Население коммуны на 2010 год составляло 64 человека.
| 1962 | 1968 | 1975 | 1982 | 1990 | 1999 | 2010 |
| ---- | ---- | ---- | ---- | ---- | ---- | ---- |
| 80   | 81   | 75   | 62   | 63   | 59   | 64   |

## Достопримечательности
- Памятник павшим.
- Церковь, восстановлена после 1918 года.